# Edna Best

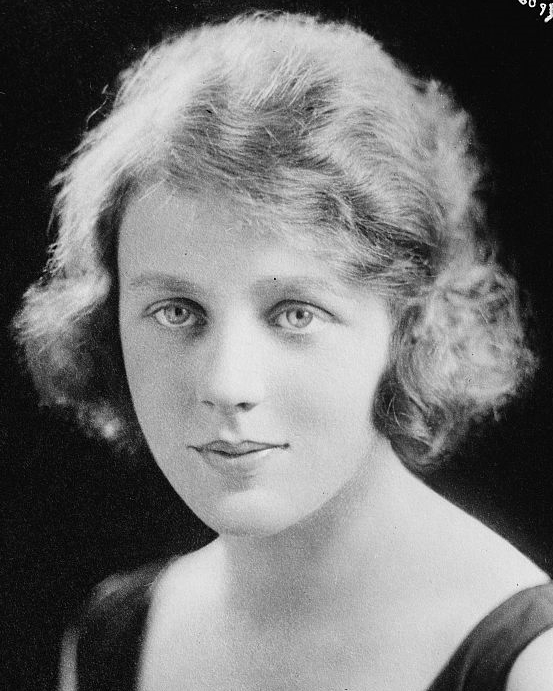
Edna Best.

Edna Best (3 de marzo de 1900 – 18 de septiembre de 1974) fue una actriz británica. 
Nacida en Hove, Sussex, Inglaterra, fue educada en Brighton, y más tarde estudió actuación dramática bajo la enseñanza de Miss Kate Rorke, que fue la primera profesora de Arte Dramático en la Escuela Guildhall de Música y Drama de Londres. Antes de entrar en el cine se dio a conocer en 1921 en los escenarios londinenses tras haber debutado en el Gran Teatro de Southampton con Charley's Aunt en 1917. También ganó una copa de plata en natación como la señorita campeona de natación de Sussex.
Best es más recordada por su papel de madre en la primera versión de The Man Who Knew Too Much, dirigida por Alfred Hitchcock en 1934. Entre sus otros créditos cinematográficos destacan Intermezzo: A Love Story (1939), Swiss Family Robinson (1940), The Late George Apley y The Ghost and Mrs. Muir (ambos en 1947), y The Iron Curtain (1948).
En 1957 fue nominada a un Premio Emmy por su papel en This Happy Breed. Best había aparecido en televisión en 1938, en una producción de la obra de teatro Love from a Stranger, una adaptación del relato de Agatha Christie Philomel Cottage escrita por Frank Vosper. La transmisión se llevó a cabo un miércoles por la tarde en directo, y sólo pudo verse en Londres debido a las limitaciones de la tecnología naciente.
Murió en Ginebra, Suiza, en 1974, a los 74 años de edad.